# L'orologio da cucina
L'orologio da cucina (Die Küchenuhr) è un racconto breve dello scrittore tedesco Wolfgang Borchert. Il racconto venne scritto all'inizio del 1947 e il 27 agosto 1947 fu pubblicato sul giornale Hamburger Allgemeinen Zeitung. La storia apparve in forma di libro solo nel dicembre 1947, nella seconda raccolta di prosa "An diesem Dienstag" dello stesso Borchert. Il racconto breve narra di un giovane uomo, che ha perso la sua casa e i suoi genitori a causa di un bombardamento. Grazie a un orologio da cucina rimastogli si ricorda della premura della madre e comprende quanto fosse paradisiaca la vita di famiglia ormai perduta. Die Küchenuhr è una delle più note opere di Wolfgang Borchert e il testo è considerato un tipico esempio della Trümmerliteratur (letteratura delle macerie). Viene spesso affrontata nelle ore di lezione a scuola.

## Trama
Un uomo di 20 anni, il cui viso appare molto vecchio, si siede su una panchina con altre persone. A causa di un bombardamento i suoi genitori sono morti e la sua casa è stata distrutta. L'unica cosa rimasta è un orologio da cucina rotto, che l'uomo mostra alle persone presenti. Il fatto che l'orologio si sia fermato alle due e mezza spiega quando è avvenuta l'esplosione della bomba, afferma un uomo anziano. L'orologio tuttavia ricorda al giovane uomo il suo ritorno a casa di notte. Quando egli tornava a casa a quell'ora, sua mamma si alzava ogni volta, gli preparava la cena e restava in cucina mentre il figlio mangiava. Soltanto ora riconosce come il "paradiso" tutto ciò che una volta gli sembrava logico e ovvio. Dopo aver raccontato della morte dei suoi genitori, l'uomo ammutolisce. Ora nella testa della persona seduta vicino a lui rimane solo la parola "paradiso".

## La forma
Secondo Werner Zimmermann, Borchert utilizza un registro linguistico elementare. Nel lessico limitato prevale la lingua di tutti i giorni, la costruzione della frase è frequentemente trascurata e ridotta a pezzetti. Spesso i mezzi stilistici usati sono l'unione antitetica di contrasti e la ripetizione di espressioni, attraverso le quali la vita interiore dei personaggi viene messa in luce. Le frasi sono brevi e semplici e sono al passato. Non c'è distinzione tra la prosa del racconto e il discorso diretto. Mancano le virgolette e il racconto viene continuamente interrotto da domande. La vicenda stessa è molto concisa e difficilmente si fa strada la descrizione della realtà esterna del racconto, il cui contenuto interiore così “emerge in modo chiaro e definito”. L'introduzione nella vicenda è immediata ”con pochi tratti, quasi sbiaditi, viene subito delineata una situazione”. A questa tecnica contribuisce anche il fatto che Borchert cita i personaggi con pronomi prima di presentarli. Fino alla fine della storia i personaggi difficilmente mostrano un'individualità personale e restano degli stereotipi.

## Interpretazione

### L'orologio
L'immagine centrale del racconto è l'orologio da cucina. Esso è al centro di innumerevoli testimonianze contrastanti, le quali mettono a confronto il suo scarso valore oggettivo con il suo alto valore ideale. Il significato dell'orologio per il giovane uomo ricorre spesso nel racconto, per esempio nella ripetuta citazione dell'ora, nella quale si è fermato l'orologio. Proprio l'inutilità per la vita quotidiana - dato che l'orologio non è in grado di indicare le ore – fa intravedere una realtà superiore, nascosta dall'usuale scorrere del tempo.
Per Werner Zimmermann il significato dell'orologio da cucina oltrepassa quello del ricordo o di un semplice oggetto-simbolo. Esso diventa nel contrasto tra la sua inutilità e il suo valore nascosto, una reliquia, un “oggetto che possiede un potere curativo magico” per il protagonista e un cifrario simbolico per il significato profondo del racconto.
Hans Graßl vede nell'orologio da cucina un simbolo del tempo passato che non ritorna. Ma il cerchio che il giovane disegna passando il dito sul bordo dell'orologio è un simbolo della sua situazione, solo, senza genitori e senza casa, senza un rifugio in questo mondo. Escluso dalla compagnia degli altri, il giovane si rivolge, con un monologo, all'orologio che per lui rappresenta un "viso", che lui in tal modo personifica.
La forma dell'orologio che somiglia a un piatto ricorda anche la cena comune che un tempo il giovane condivideva con la famiglia. Anche dopo la morte dei genitori l'orologio a forma di piatto rappresenta il senso di continuità della famiglia.

### Il Paradiso
L'orologio fa riferimento alla seconda immagine centrale della storia, il cosiddetto "paradiso". Con questa parola il giovane indica una condizione passata che l'orologio ha conservato nel momento in cui si è fermato. Ogni notte alle due e mezza si ripeteva ciò che era recepito come “ovvio”, un atto di amore materno, per il quale la madre preparava al figlio la cena e gli faceva compagnia. Secondo Wilhelm Große quest'azione viene accolta senza commenti e mostra “un amore profondo, semplice e indiscusso” che diventa il simbolo della natura umana. Attraverso l'esperienza della guerra questa natura umana viene distrutta; il ritrovarsi insieme di notte si trasfigura in uno stato paradisiaco che ora è irraggiungibile. Il racconto riprende il tema biblico della cacciata dal paradiso. Secondo Hans Graßl il giovane comprende cos'è il paradiso quando esso viene irrimediabilmente perduto, infatti riconosce la premura materna solo dopo la morte della madre. Inoltre la sua serenità mostra che il ricordo di un paradiso perduto, ma posseduto, è migliore della precedente cieca ovvietà. La dimostrazione d'amore della madre accolta con indifferenza è sempre stata accompagnata dai brividi di freddo e dal silenzio della madre. La sensazione di freddo non è solo da ricondurre alle piastrelle della cucina ma anche al vuoto e al senso di estraneità che il figlio portava a casa ogni notte. Non riconoscendo l'offerta di amore e fedeltà della madre e riconducendo le sue premure solo alla soddisfazione di un bisogno fisico, la fame, il figlio stesso ha tradito il suo paradiso. L'orrore nel riconoscere ciò lo fa invecchiare prima del tempo e alla fine gli rimane, assieme al senso di colpa, solo un profondo silenzio.

### Il giovane uomo
Il protagonista del racconto breve è caratterizzato da qualità contrastanti: la sua andatura è quella di un giovane, ma ha un volto da vecchio. Il contrasto si estende al suo comportamento e ai discorsi che fa. Per Wilhelm Große il giovane era sotto shock ed era impazzito per la morte dei suoi genitori. La pazzia sembra essere penetrata nel suo viso, ma si manifesta solo indirettamente attraverso il suo imbarazzo, con il quale anche gli altri reagiscono nei confronti del giovane, evitando per esempio di guardarlo negli occhi. Allo stesso tempo Große afferma che il giovane può vedere nella sua condizione di pazzo molte cose in modo più chiaro. Proprio lui, uscito dalla normalità, mostra agli altri come il mondo possa essere rimesso a posto.
Per Dieter Schrey la conoscenza del paradiso attraverso l'inferno della guerra ha invece distrutto il giovane uomo. Fissato sull'orologio si è fermato come quest'ultimo alle due e mezza e non è più in grado di percepire una realtà diversa dai ricordi evocati dall'orologio
Werner Zimmermann contrasta un'interpretazione naturalistica-nichilista, che spiega con i sintomi della follia la contraddizione del comportamento sereno dell'uomo rispetto alle sue esperienze terribili.
Egli riconosce una dimensione di assenza piuttosto che quella di pazzia, anche se le due condizioni in parte si identificano. Il giovane uomo ha ricevuto un'illuminazione dalla sua esperienza di sofferenza che lo ha riempito di serenità interiore e lo ha liberato dalla sua solitudine
Anche il viso da vecchio del giovane non è, secondo lui, solo la conseguenza delle sue sofferte esperienze di guerra. Quando alla fine si legge: "Poi non disse più nulla. Ma aveva un viso molto vecchio.", la congiunzione "ma" ha un significato non relativo all'età: si allude alla saggezza nata dalla vicinanza della morte, che ha insegnato al giovane uomo a guardare dietro l'esteriorità dell'essere umano e a vedere dietro le cose la verità superiore.

### Gli altri
Accanto al protagonista vengono dettagliatamente evidenziate solo due figure: un uomo più vecchio e una donna con una carrozzina. Gli altri personaggi seduti o vicini alla panchina rimangono ascoltatori e osservatori silenziosi. Sebbene anche queste persone vengano colpite, come il giovane, dalla guerra, non nasce alcuna comunanza nei loro destini. Tutti sono impegnati con sé stessi e rimangono estranei gli uni verso gli altri. Nonostante le confessioni intime del giovane, il dialogo rimane impersonale. È significativo il fatto che la prima domanda non sia posta dai personaggi introdotti ma da "qualcuno”, da una persona qualsiasi. Gli altri distolgono lo sguardo dal giovane uomo, quando questo racconta loro la sua vita, cosicché il protagonista inizia una sorta di monologo con l'orologio. Secondo Hans Graßl la storia mette in luce un sentimento di solitudine e di assenza di patria nelle macerie della guerra. Tuttavia solo alla fine il giovane riesce a raggiungere un compagno di sventura. Mentre il signore anziano aveva riferito in precedenza degli effetti della bomba, ora è preso e commosso dalla storia del giovane. Tutti e due si ritrovano alla fine in un'armonia spirituale e sono assorti nei loro pensieri.

### Il finale
Werner Zimmermann fa riferimento al finale aperto della storia non solo per lo svolgimento stesso, ma per l'effetto che provoca sui lettori. Dopo che Il giovane comunica a chi gli sta accanto cosa significa l'orologio per lui, il suo vicino continua a pensare alla parola "paradiso", ma la storia lascia anche un effetto sul lettore, che diventa pensieroso e mosso interiormente. Per Wilhelm Große sopravvive nell'orologio da cucina una condizione del passato paradisiaco, che alla fine dà significato alla storia. La distruzione onnipresente durante la seconda guerra mondiale - sia esteriore sia interiore- verrebbe così superata e verrebbe indicata la possibilità di immaginare un futuro. Il fatto che l'umanità non venga presentata nel racconto come qualcosa di irraggiungibile ed elevato, ma venga ricondotta ad azioni quotidiane, permette su queste basi la formazione di una nuova società umana.

## Genesi
Die Küchenuhr è stato scritto all'inizio del 1947. In questo periodo Borchert, che era gravemente malato e costretto a letto, produsse alcune dozzine di racconti brevi e il suo dramma "Draußen von den Tür". Il 20 novembre morì a Basilea nell'ospedale di Santa Chiara all'età di ventisei anni. Die Küchenuhr fu pubblicato per la prima volta il 27 agosto 1947 sull'Hamburger Allgemeine Zeitung. Nel dicembre dello stesso anno fu aggiunto nella seconda raccolta di racconti An diesem Diennstag. Il volume pubblicato postumo fu edito da Rowohlt; alla prima edizione di 5000 copie seguì, già nel mese seguente, una seconda edizione con un medesimo numero di copie. Nel 1949 Die Küchenuhr fu inserito nell'opera omnia di Borchert che venne pubblicata sempre da Rowohlt.

## Ricezione
Die Küchenuhr fa parte delle Kurzgeschichten più famose di Wolfgang Borchert e viene annoverata da Theo Elm tra i suoi racconti brevi più belli. Dieter Hoffmann considera questo racconto uno degli esempi più famosi di storie di oggetti (Dinggeschichten), in cui un oggetto diventa l'espressione di esperienze, situazioni di vita o sentimenti esistenziali del protagonista. Die Küchenuhr viene spesso studiata a scuola durante le ore di tedesco e rappresenta un tipico esempio di Trümmerliteratur (letteratura delle macerie). Secondo Franz-Rudolf Weller il racconto termina con una frase conclusiva diventata famosa: ”Lui stava ancora pensando alla parola paradiso”.

### Edizioni
- Wolfgang Borchert: An diesem Dienstag. Neunzehn Geschichten. Rowohlt, Hamburg/Stuttgart 1947, S. 52–54.
- Wolfgang Borchert: Das Gesamtwerk. Rowohlt, Reinbek 2007, ISBN 978-3-498-00652-5, S. 237–239.

### Fonti
- Hans Graßl: Die Küchenuhr. In: Rupert Hirschenauer, Albrecht Weber (Hrsg.): Interpretationen zu Wolfgang Borchert. Oldenbourg, München 1995, ISBN 3-486-01909-0, S. 82–88.
- Wilhelm Große: Wolfgang Borchert. Kurzgeschichten. Oldenbourg, München 1995, ISBN 978-3-637-88629-2, S. 54–57.
- Werner Zimmermann: Deutsche Prosadichtung der Gegenwart. Teil II. Schwann, Düsseldorf, 1962, S. 129–134.
- Wolfgang Borchert: „Die Küchenuhr“ auf der Seite der Volkshochschule Floridsdorf.
- Horst Haller: Wolfgang Borchert: Die Küchenuhr. Aus: Karl Brübach u.a.: Interpretationen zu Erzählungen der Gegenwart. Hirschgraben, Frankfurt am Main 1964, S. 49–51.